# Bisbe (Església Catòlica)

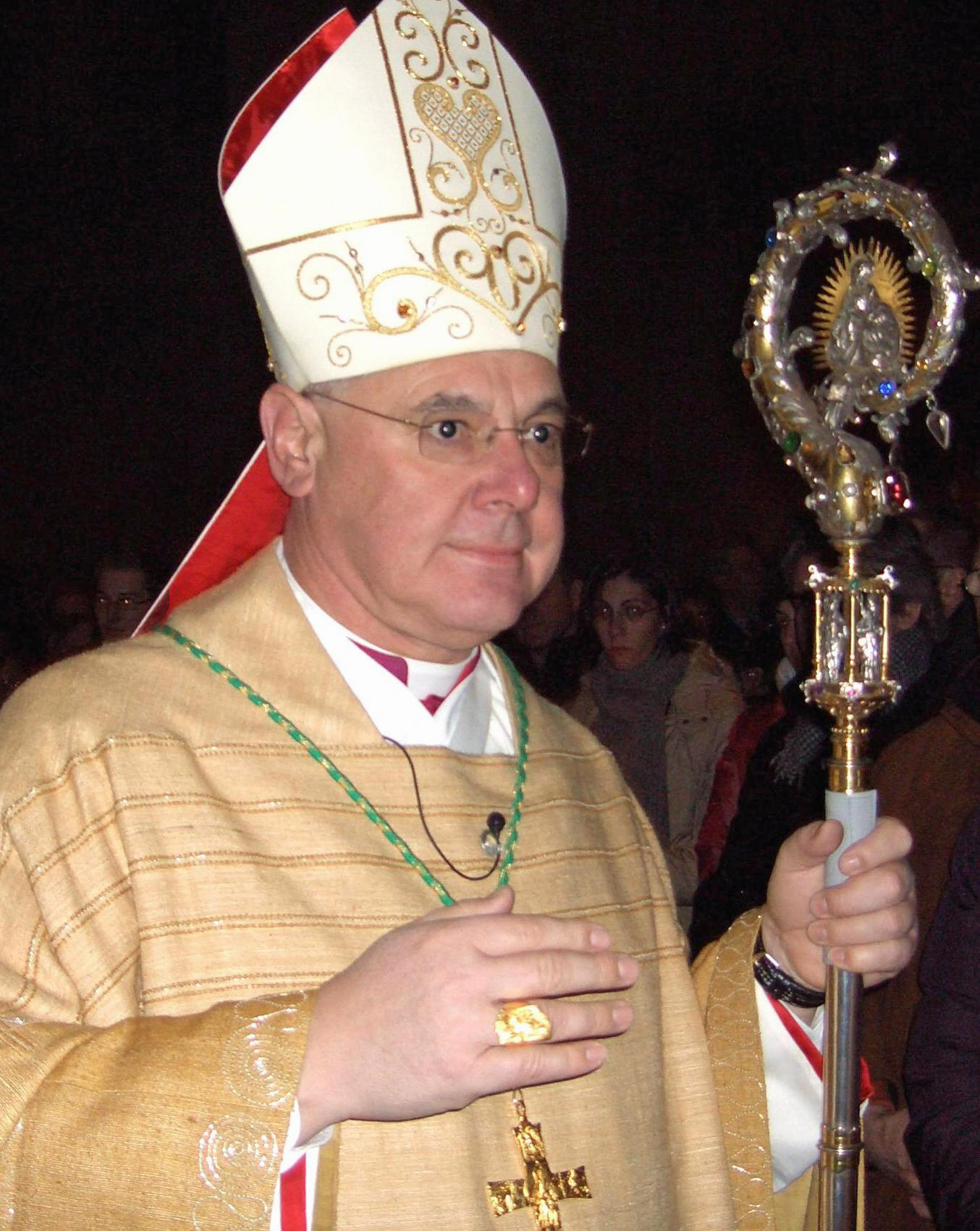
Un bisbe catòlic de l'Església llatina, revestit amb les robes pontificals i portant el bàcul pastoral.

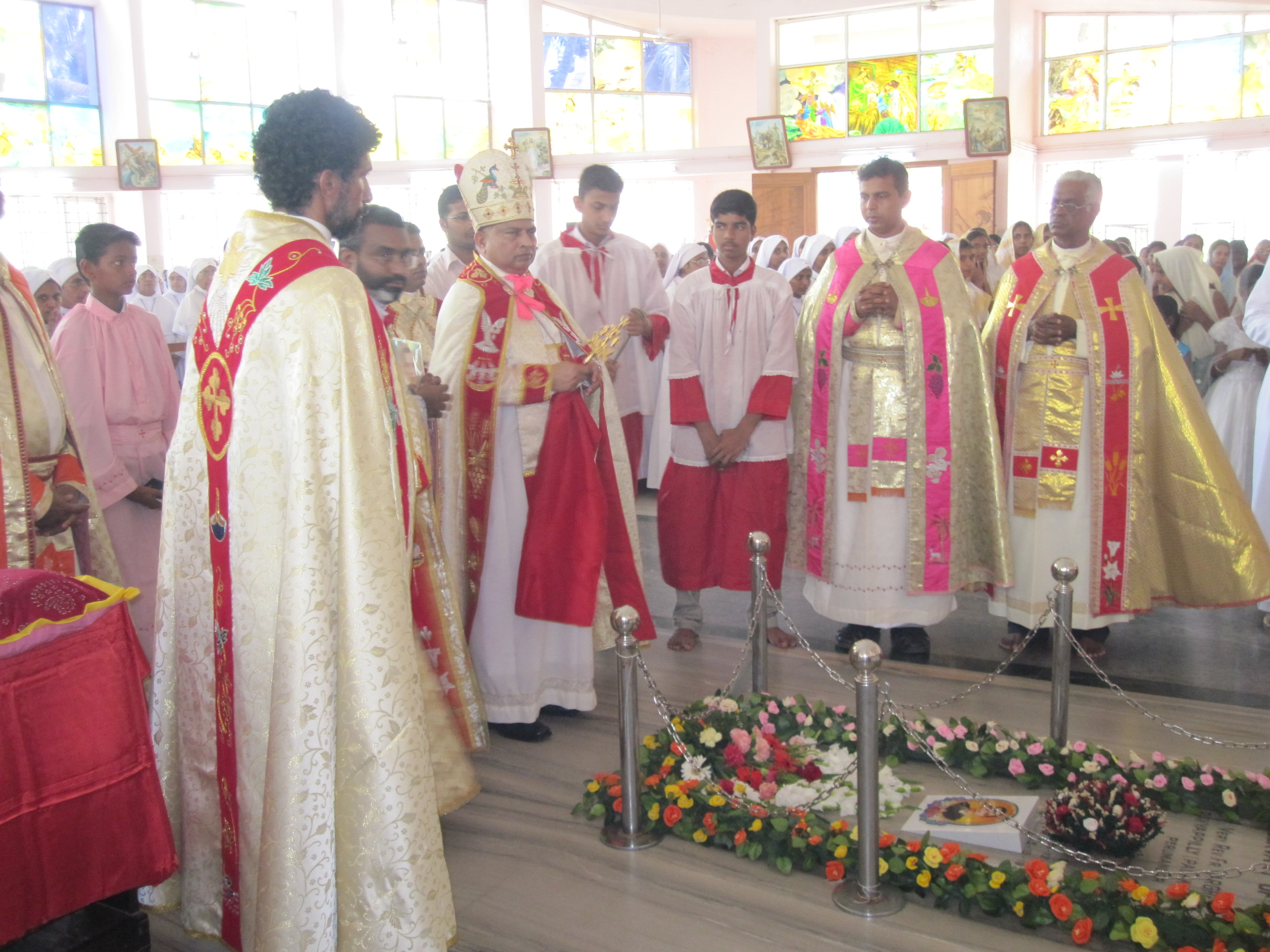
Un bisbe catòlic oriental Siro-Malabar, portant la Creu Mar Thoma que simbolitza l'herència i identitat de l'Església Siriana a l'Índia.

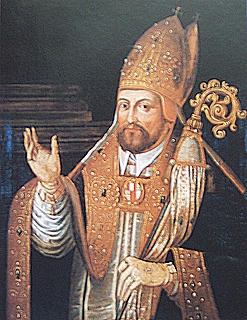
Johann Otto von Gemmingen, Príncep-Bisbe d'Augsburg, 1591-1598, portant un bàcul i revestit amb una capa pluvial i la mitra.

A l'Església Catòlica, un bisbe és un ministre ordenat que té la plenitud dels sagraments de l'orde sacerdotal i és responsable d'ensenyar doctrina, governar els catòlics dins la seva jurisdicció, i santificar el món i representar l'Església. Els catòlics consideren que l'origen del càrrec de bisbe està en els apòstols, creient que l'Esperit Sant els dotà d'un carisma especial durant la Pentacosta. Els catòlics creuen que aquest carisma especial s'ha transmès mitjançant la successió continuada de bisbes mitjançant la imposició de les mans al sagrament de l'orde sacerdotal.
Els bisbes diocesans, coneguts com a eparques a les Esglésies Catòliques Orientals, són destinats a governar regions locals que a l'Església catòlica són conegudes com a diòcesi dins de l'Església Llatina i com eparquia al ritu oriental. Els bisbes són coneguts col·lectivament com el Col·legi episcopal i poden tenir títols addicionals com a arquebisbe, cardenal, patriarca o papa. El 2009 hi havia aproximadament uns 5.100 bisbes a l'Església Catòlica.
Els bisbes sempre són homes. A més, el cànon 378 §1 exigeix que un candidat per l'episcopat ha de ser:
1. ferm en la seva fe, de bons costums, pietat, cel per les ànimes, saviesa, prudència i virtuts humanes, i dotat de les altres qualitats que el fan apte per exercir l'ofici que es tracta
2. de bona fama
3. com a mínim de 35 anys
4. ordenat prevere com a mínim cinc anys ençà
5. amb un doctorat o com a mínim una llicenciatura en Sagrada Escriptura, teologia o dret canònic d'un institut d'estudis superiors aprovat per la Seu Apostòlica o, com a mínim, que sigui veritablement expert en aquestes disciplines.[10]

## Bisbes diocesans o eparques
El paper tradicional d'un bisbe és actuar com a cap d'una diòcesi o eparquia. Les diòcesis varien considerablement, tant pel que fa a la seva superfície com a la seva població. Hi ha una gran varietat de diòcesis al voltant de la Mediterrània que van rebre la fe als primers temps i són molt petites, mentre que les diòcesis de les zones evangelitzades més recentment, com a l'Àfrica subsahariana, l'Amèrica del Sud o l'Extrem Orient, tendeixen a ser molt més extenses i més poblades. A la seva pròpia diòcesi un bisbe de l'Església llatina pot fer servir els vestits pontificals i la regàlia pròpia, però quan es troba a una altra diòcesi li cal el consentiment de l'ordinari local.

### Dimissió als 75 anys
L'article 401.1 del Codi de Dret Canònic senyala que el bisbe diocesà que hagi complert 75 anys se li prega que presenti la renúncia del seu càrrec al Summe Pontífex, el qual proveirà tenint en compte totes les circumstàncies.

### Papers

Exemple de l'escut d'armes d'un bisbe catòlic

Al bisbe diocesà se li confia la cura d'una diòcesi. És responsable del magisteri, govern i santificació dels fidels de la seva diòcesi, compartint aquesta tasca amb els preveres i diaques que el serveixin.
Per "ensenyar, santificar i governar" significa que ha de
1) supervisar la predicació de l'Evangeli i de l'educació catòlica en totes les seves formes
2) supervisar i proveir per l'administració dels sagraments
3) legislar, administrar i actuar com a jutge per a qüestions de dret canònic a la seva diòcesi.
El bisbe serveix com a "pastor en cap" (cap espiritual) de la diòcesi i té la responsabilitat per la cura pastoral de tots els catòlics que visquin a la seva jurisdicció eclesiàstica i ritual. Està obligat a celebrar la Missa cada diumenge i Dia Sant d'Obligació amb la intenció de pregar per aquells al seu càrrec, assignar clergat als seus càrrecs en les diverses institucions i supervisar les finances. Un bisbe ha de tenir una preocupació especial pels preveres, escoltant-los, usant-los com a consellers, assegurant-se que tenen les necessitats cobertes per al que els calgui, i defensar els seus drets. Els bisbes catòlics també han de realitzar visites ad limina a la Santa Seu cada cinc anys.
A causa de la seva funció com a mestres de la fe, és costum en alguns països angloparlants afegir al nom del bisbe el títol postnominal de "D.D." (Doctor en Divinitat) i referir-se a ells amb el títol de "Doctor".
Només un bisbe té l'autoritat per conferir el Sagrament de l'Orde Sacerdotal. A l'Església Llatina els ordes menors van ser abolits després del Concili Vaticà Segon. Als ritus catòlics orientals, un arximandrita monàstic pot tonsurar i instituir els seus membres als ordes menors; tot i que la tonsura i els ordes menors no es consideren part del sagrament de l'orde sacerdotal.
El sagrament de la Confirmació és normalment administrat per un bisbe a l'Església Llatina, però el bisbe pot delegar l'administració a un prevere. En cas que un adult rebi la plena comunió amb l'Església Catòlica el prevere que presideixi li administrarà la Confirmació. A les Esglésies Catòliques Orientals, la Confirmació (que allà rep el nom de Crismació) és normalment administrada per preveres i és atorgada al mateix temps que el baptisme. És només amb el poder del bisbe diocesà o de l'eparca beneir esglésies i altars, tot i que pot delegar-ho en un altre bisbe o, fins i tot, en un prevere.
El Dijous Sant els bisbes catòlics llatins presideixen la Missa de la Crismació. Tot i que l'Oli dels Malalts pel sagrament de la Unció dels malalts es beneeix en aquesta Missa, aquest també pot ser beneït per qualsevol prevere en cas de necessitat. Només un bisbe pot consagrar el Crisma. A les Esglésies Catòliques Orientals el crisma només és consagrat pels caps de les esglésies sui juris (patriarques i metropolitans).
Només un bisbe o un altre ordinari pot concedir els imprimaturs pels llibres teològics, certificant que estan lliures d'errors morals o doctrinals; aquesta és una expressió de l'autoritat magistral i de responsabilitat en l'educació del bisbe.
Abans del Segon Concili Vaticà, era també prerrogativa del bisbe consagrar la patena i el calze que es faran servir a la Missa. Un dels canvis des del Concili és que ara només es pronuncia una simple benedicció i pot ser dita per qualsevol prevere.

### Autoritat canònica
Tant a les esglésies catòliques orientals com occidentals, qualsevol prevere pot celebrar la Missa. Per tal de celebrar-la públicament, però, un prevere requereix tenir permís de l'ordinari local (l'autoritat per aquest permís pot ser atorgada pels rectors de parròquies per a un període limitat, però per a un permís a llarg termini habitualment cal el recurs al bisbe diocesà). Els preveres de viatge poden rebre un celebret de manera que poden demostrar a les autoritats fora de la seva diòcesi que tenen el permís. Malgrat tot, encara que un prevere no posseeixi un document, pot celebrar els sagraments si el bisbe local considera que és de bon caràcter.
A Orient es guarda a l'alter un antimensió signat pel bisbe en part per recordar que aquell altar i sota el seu omoforion el prevere està servint a una parròquia local.
Els preveres que validin el sagrament de la Reconciliació han de tenir les facultats (permís i autoritat) del bisbe local, si no és que el penitent estigui en risc de mort, un prevere té el dret i el deure d'escoltar la confessió sense que importi on pugui ser.
Per presidir cerimònies de matrimoni, els preveres i diaques de l'Església Llatina han de tenir la jurisdicció o delegació apropiada d'una autoritat competent. A la branca llatina de l'Església Catòlica, el magisteri és que és la mateixa parella qui s'administra la gràcia del sagrament; encara que sigui una persona ordenada qui oficií la cerimònia, un bisbe pot delegar en un laic que estigui present en l'intercanvi de vots (això seria només en casos extrems, com en territoris de missió). A la tradició oriental, el clergue no només és testimoni de l'intercanvi de vots, sinó que ha d'impartir una benedicció perquè tingui lloc un matrimoni vàlid.
Tret que un bisbe en particular ho tingui prohibit, qualsevol bisbe pot predicar per tota l'Església Catòlica i qualsevol prevere o diaca també pot predicar arreu (presumint el permís del bisbe local) tret que la seva facultat de predicació hagi estat restringida o anul·lada.
La catedral d'una diòcesi conté una cadira especial, anomenada la càtedra, a vegades també anomenada tron, situada al santuari per a l'ús exclusiu del seu Ordinari, simbolitzant la seva autoritat espiritual i eclesial.

## Títols i papers addicionals
Dins de l'Església Catòlica els bisbes poden realitzar papers addicionals, entre els quals trobem:

### Papa
El papa és el bisbe de Roma. Com que l'Església Catòlica manté que el "Col·legi Episcopal" com a conjunt és el successor del "Col·legi dels Apòstols", els bisbes de l'Església en consell ecumènic tenen autoritat per governar l'Església. Malgrat això, l'Església també sosté que, d'entre els apòstols, Sant Pere va rebre un paper d'autoritat i lideratge, donant-li el dret de parlar per l'Església i de fer el seu lideratge necessari per completar el Col·legi. Així, el catolicisme manté que el bisbe de Roma, com a successor de Pere, és hereu d'aquest paper: el Papa, únic entre els bisbes, pot parlar per tota l'Església, i un consell de bisbes és incomplet sense l'aprovació papal. Els pronunciaments papals que compleixen els requeriments del decret sobre la infal·libilitat papal del Primer Concili Vaticà són considerats dogma de fe. La infal·libilitat papal només ha estat invocada en una ocasió des que s'instituí la doctrina, i va ser quan Pius XII declarà l'Assumpció de Maria el 1950.

### Catolicós
El títol de catolicós és un títol oriental, semblant al de patriarca. A l'Església Catòlica és aplicat a un prelat que és també un arquebisbe major.

### Arquebisbe major
Els arquebisbes majors són els caps de certes Esglésies Catòliques Orientals. L'autoritat de l'arquebisbe major respecte a la seva església sui juris és igual a la d'un patriarca, però reben menys honors cerimonials.

### Cardenal
Un cardenal és un membre del clergat nomenat pel papa per servir al Col·legi de Cardenals. Els membres del Col·legi de menys de 80 anys elegeixen el nou Papa, el qual pràcticament sempre és un membre del Col·legi, en morir o dimitir l'ocupant. Els cardenals també serveixen com a consellers papals i ocupen posicions d'autoritat dins de l'estructura de l'Església Catòlica. Seguint les disposicions del codi de dret canònic, un cardenal ha de ser un bisbe, o acceptar la consagració com a bisbe, o aconseguir la dispensa papal per declinar ser consagrat. La majoria dels cardenals ja eren bisbes en el moment de ser creats, sent la majoria d'ells arquebisbes d'importants arquebisbats o patriarcats, o bé són funcionaris de la Cúria Pontifícia. Els darrers papes han nomenat alguns preveres, la majoria d'ells reputats teòlegs, pel Col·legi de Cardenals, permetent-los declinar la consagració episcopal.

### Primat
A les esglésies Catòlica, Anglicana i d'altres, un primat és habitualment el bisbe de la diòcesi més antiga de la nació; i es tracta d'un títol merament honorífic.

### Arquebisbe metropolità
Un bisbe metropolità és un arquebisbe amb una jurisdicció menor sobre una província eclesiàstica; a la pràctica això significa presidir les reunions i supervisar una diòcesi que no té bisbe. Al catolicisme oriental un metropolità també pot ser el cap d'una església autocèfala, sui juris o autònoma quan el nombre de fidels d'aquella tradició és petit. A l'Església llatina, els metropolitans sempre són arquebisbes; en diverses esglésies orientals, el títol és el de metropolità, amb algunes d'aquestes esglésies usant el d'arquebisbe com un càrrec separat.

### Arquebisbe o bisbe titular
Un arquebisbe titular o bisbe titular és el bisbe assignat a una seu titular, que és habitualment el nom d'una ciutat que havia estat seu d'una diòcesi, però que ja no existeix. Els bisbes titulars sovint serveixen com a bisbe auxiliar, com a funcionaris de la Cúria Pontifícia, a les Cúries Patriarcals de les Esglésies Orientals, com a nuncis o delegats apostòlics. Recentment, les excepcions són que un bisbe coadjutor usa el títol de la seu que té assignada, i el bisbe emèrit usa el títol de la seva darrera seu.

### Bisbe sufragani
Un bisbe sufragani encapçala una diòcesi dins d'una província eclesiàstica diferent de la diòcesi principal, l'arxidiòcesi metropolitana.

### Bisbe auxiliar
Un bisbe auxiliar és un assistent a temps complet d'un bisbe diocesà. Els auxiliars són bisbes titulars sense el dret de successió, que assisteixen el bisbe diocesà en una diversitat de maneres i són habitualment nomenats com a vicaris generals o vicaris episcopals de la diòcesi on serveixen.

### Bisbe coadjutor
Un bisbe coadjutor és un bisbe que rep pràcticament la mateixa autoritat que el bisbe diocesà, que té facultats especials i el dret a succeir el bisbe diocesà ocupant. El nomenament de coadjutors és vist com una manera de garantir la continuïtat del lideratge de l'Església. Fins fa poc, existia la possibilitat que un coadjutor no tingués el dret de successió.

### Bisbes jubilats
Quan un bisbe diocesà o auxiliar es jubila, rep el títol honorífic d'emèrit de la seva seu.
Quan Benet XVI dimití com a Papa (Bisbe de Roma), esdevingué Sa Santedat Benet XVI, Summe Pontífex Emèrit o, simplement, Papa Emèrit.

### Càrrecs públics
Des de la publicació del nou Codi de Dret Canònic el 1983 pel papa Joan Pau II, tots els membres del clergat catòlic tenen prohibit exercir qualsevol càrrec públic sense el permís exprés de la Santa Seu.

## Ordenació de bisbes i eparques
El nomenament de bisbes a l'Església Catòlica és un procés complicat que requereix la participació de diversos funcionaris. A l'Església Llatina, el sínode local, el nunci papal (o delegat apostòlic), diversos dicasteris de la Cúria Pontifíci i el Papa prenen part; des de la dècada de 1970 la pràctica més habitual és que el nunci demani informes al clergat i al laïcat de la diòcesi vacant. A les Esglésies arxiepiscopals majors i patriarcats orientals el sínode permanent, el Sant Sínode i el patriarca o arquebisbe major també participen en la selecció de bisbes.

## Successió apostòlica i d'altres esglésies

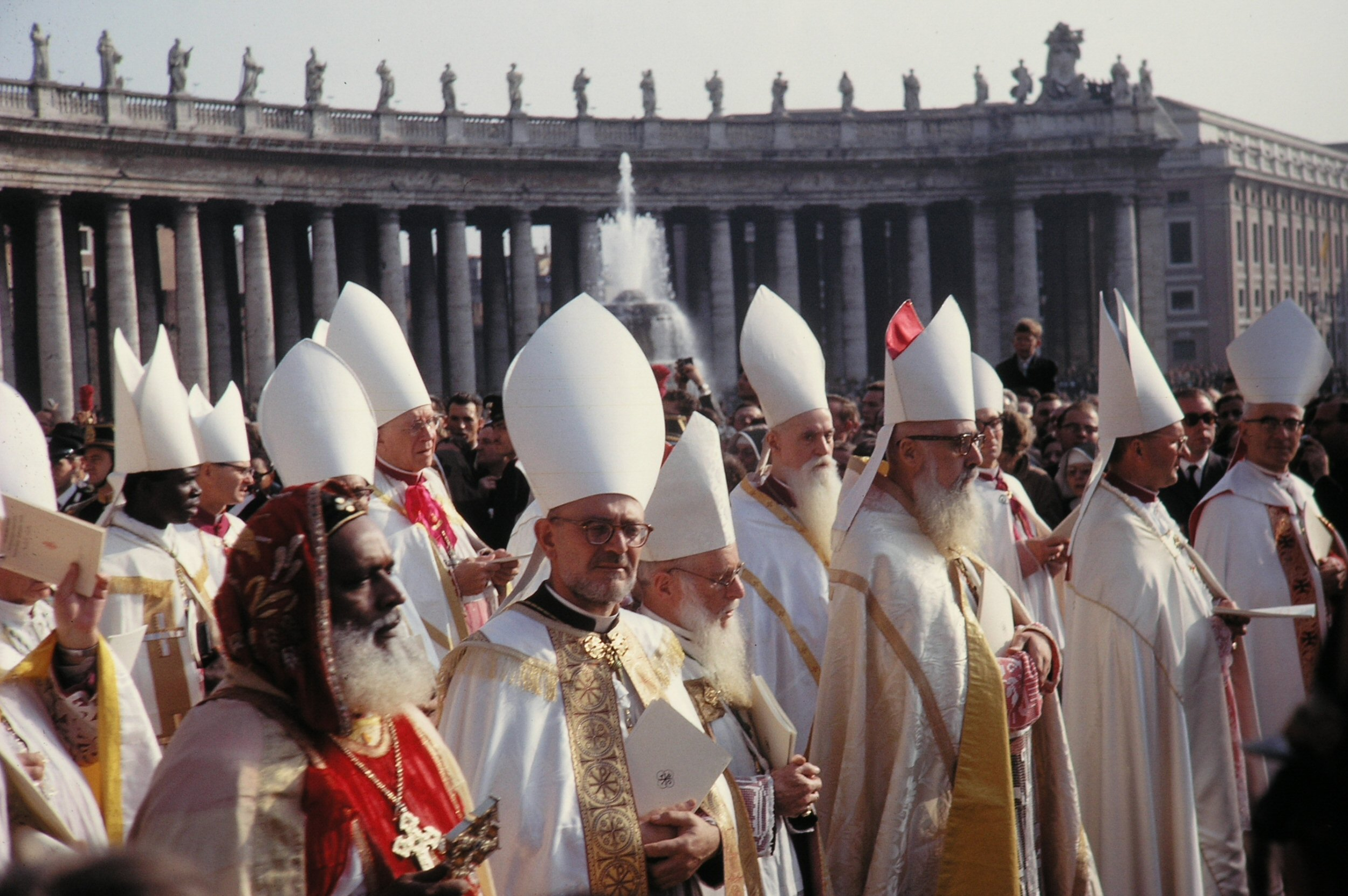
Bisbes de diverses parts del món, a la plaça de Sant Pere, en ocasió del Concili Vaticà II, 11 d'octubre de 1961

L'Església Catòlica sempre ha ensenyat que els bisbes descendeixen d'una línia contínua de bisbes des dels temps dels apòstols, que és coneguda com a "successió apostòlica". D'ençà que el 1896 el Papa Lleó XIII promulgà la butlla Apostolicae Curae, l'Església Catòlica no ha reconegut els ordes anglicans com a vàlids, a causa dels canvis en els ritus d'ordenació que van tenir lloc durant el segle xvi, així com per les divergències en la interpretació de la teologia per l'episcopat i l'Eucaristia. A més, la situació es complicà quan els bisbes catòlics, els ordes dels quals eren plenament reconeguts per Roma, van actuar com a co-consagradors a les consagracions episcopals anglicanes.
L'Església Catòlica reconeix, com a vàlides però il·lícites, les ordenacions fetes per grups catòlics dissidents, com l'Església Catòlica Antiga de la Unió d'Utrecht i Església Catòlica Nacional Polonesa, mentre que els que van rebre l'ordenació són homes batejats i un ritu de consagració vàlida que expressen les funcions pròpies episcopals i l'estat sacramental d'un bisbe. La Santa Seu també reconeix la validesa de les ordenacions de l'Església Ortodoxa, l'Església Catòlica Antiga, les Esglésies ortodoxes orientals i els assiris nestorians. Pel que fa a les Esglésies d'Orient, el Concili Vaticà II va declarar:
| « | El Sant Concili, a fi de llevar qualsevol dubte, declara que les Esglésies d'Orient, mentre tinguin en compte la necessària unitat de tota l'Església, tenen facultat de governar-se d'acord amb les pròpies disciplines, car són les més adients a la idiosincràsia de llurs fidels i les més aptes al bé de les ànimes. | » |

No obstant això, la Santa Seu no reconeix com a vàlides les ordres de qualsevol grup el magister del qual estigui en contradicció amb els principis fonamentals del cristianisme, encara que faci servir el ritual apropiat. La pràctica recent de grups catòlics independents a ordenar dones ha afegit una nuvolositat definitiva per al reconeixement de la validesa de les ordres, com l'acte d'ordenar dones com a sacerdots o bisbes és incompatible amb el catolicisme i l'ortodòxia oriental. La pràctica d'alguns clergues independents de rebre múltiples ordenacions també demostra una comprensió de les Sagrades Ordres que és incompatible amb el catolicisme i l'ortodòxia, els quals sostenen que una persona està ordenada o no.

## Vestimentes

### Església Llatina
El vestit de diari dels bisbes de l'Església Llatina pot ser una sotana negre (blanca als països tropicals), amb rivet amarant i faixí morat, conjuntament amb la creu pectoral i l'anell episcopal. La Instrucció sobre el vestuari dels prelats de 1969 senyala que el vestit d'ús ordinari pot ser una sotana senzilla sense rivet. Des de 1969, un vestit negre amb camisa clerical ha esdevingut molt habitual.
L'hàbit coral d'un bisbe de l'Església Llatina, que és portat quan assisteix a cerimònies litúrgiques però no les celebra, consisteix en una sotana morada amb el rivet amarant, el roquet, el solideu morat, la birreta morada amb una borla i la creu pectoral. La capa pluvial es pot portar, però només el bisbe de la diòcesi i en ocasions especialment solemnes.
La mitra, el solideu i l'estola són habitualment portades pels bisbes quan presideixen funcions litúrgiques. A les funcions litúrgiques diferents de la Missa el bisbe habitualment vesteix la capa pluvial. Quan es troba fora de la seva diòcesi quan celebra solemnement arreu amb el consentiment de l'ordinari local, també va servir el bàcul pastoral. Quan celebra la Missa un bisbe, igual que un prevere vesteix la casulla. El Caeremoniale Episcoporum recomana, però no imposa, que en les celebracions solemnes un bisbe també ha de vestiur una dalmàtica, que sempre pot ser blanca, sota la casulla, especialment quan administra el sagrament de l'orde sacerdotal, beneeix un abat o abadessa, o dedica un altar o una església. El Caeremoniale Episcoporum ja no fa menció als guants litúrgics, a les sandàlies pontifícies, als mitjons litúrgics (també coneguts com a coturns), al manípul, o als estris abans prescrits pel cavall del bisbe.

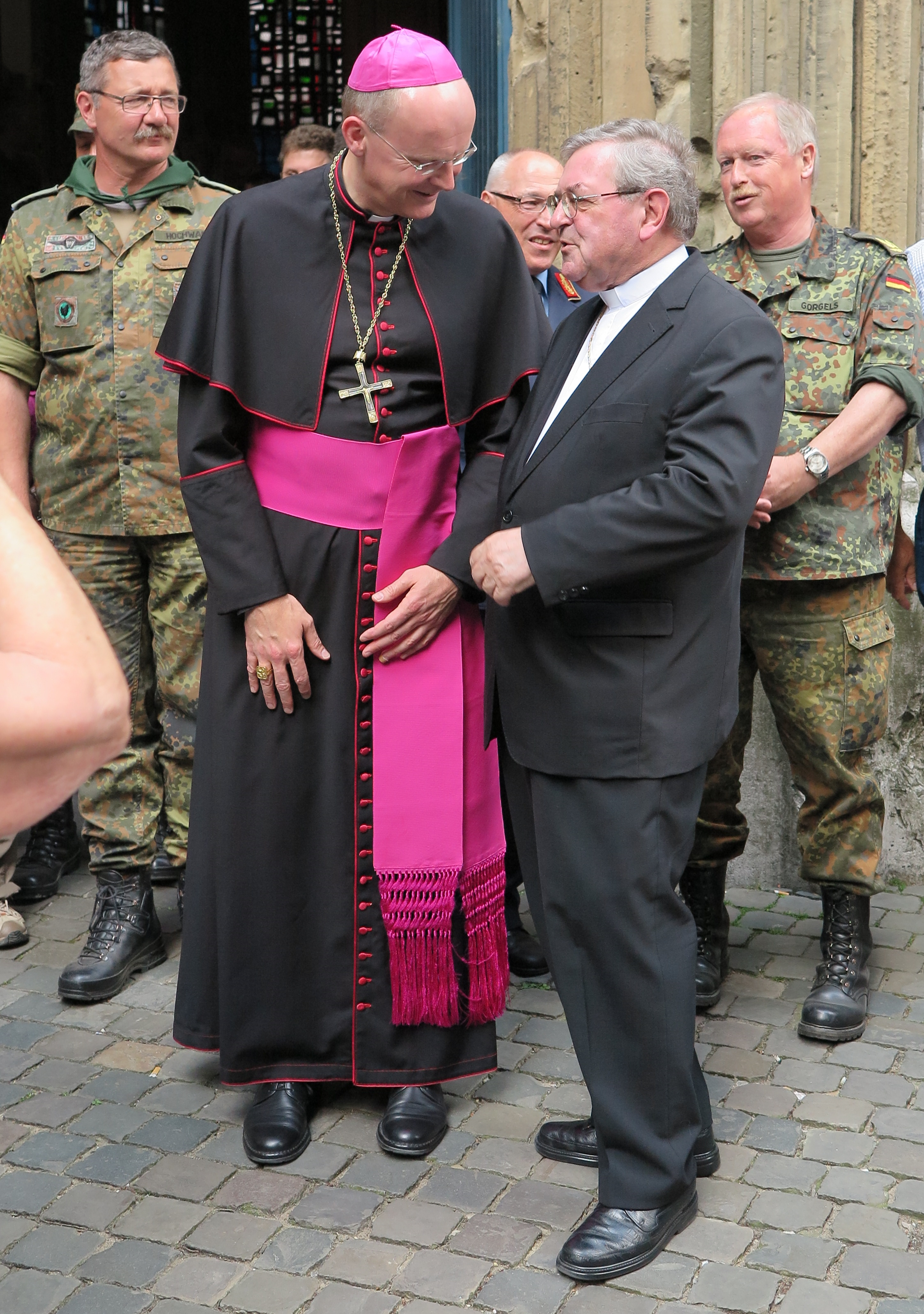
El bisbe Franz-Josef Overbeck, amb la sotana de diari
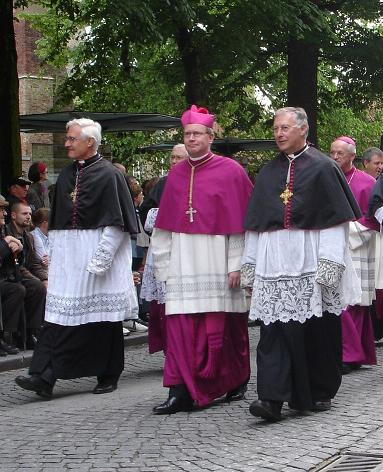
L'arquebisbe d'Utrecht Willem Jacobus Eijk amb l'habit coral
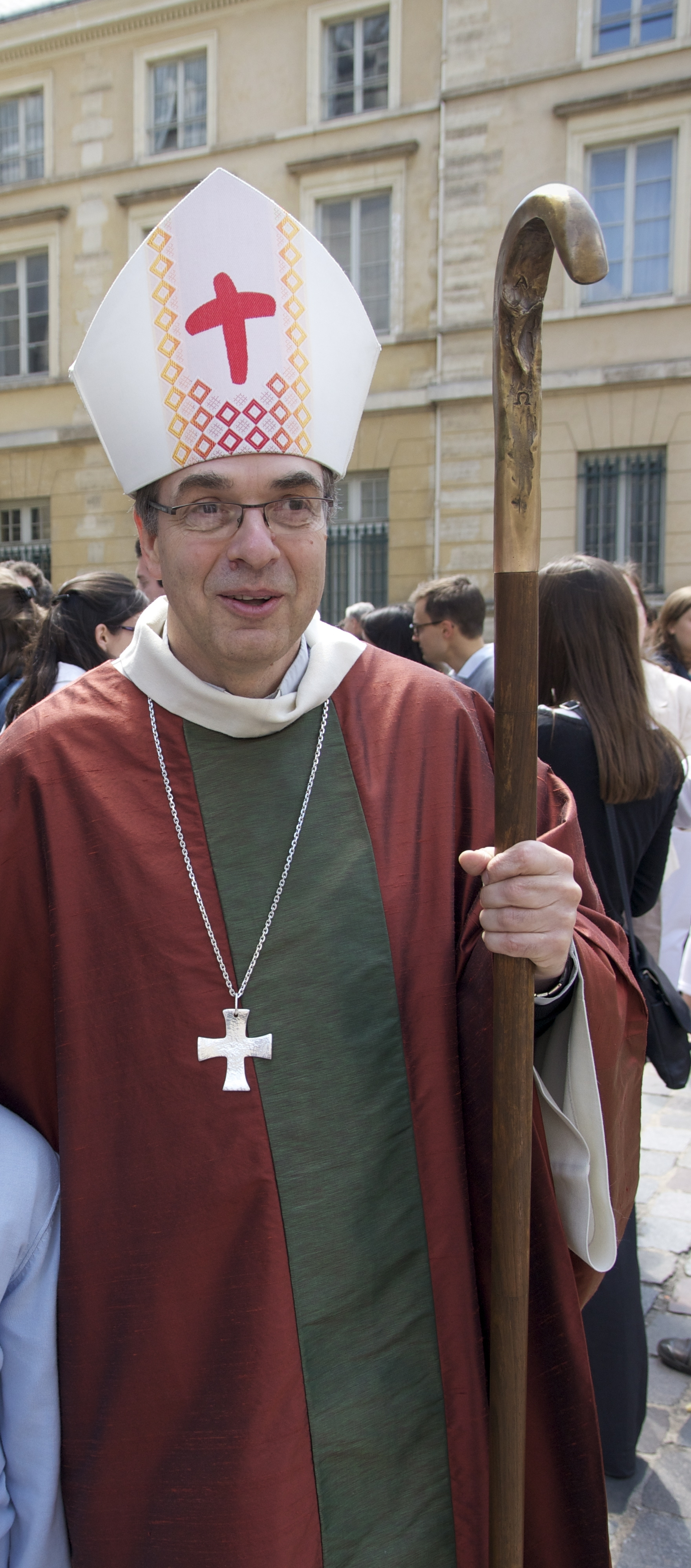
Jérôme Beau, bisbe auxiliar de París, amb les robes litúrgiques

### Catòlics Orientals
La roba de diari dels bisbes catòlics orientals sovint és el mateix que el dels seus parells llatins: sotana negre amb creu pectoral o panagia. Quan assisteixen a funcions litúrgiques on no celebren, un bisbe oriental habitualment vesteix un mantell, panagia i un engolpion si és patriarca o bisbe metropolità. També porta un bastó pastoral en forma de bastó de caminar coronat per un pom. Els bisbes catòlics orientals normalment no fan servir un anell episcopal.
Quan participen en la Divina Litúrgia, un bisbe catòlic oriental porta el sakkos (la dalmàtica imperial), l'omofori, l'epigonation i la mitra d'estil oriental. La mitra més habitual a les esglésies catòliques orientals està basada en la corona imperial tancada de finals de l'Imperi Romà d'Orient. Està feta en forma d'una corona bulbosa, totalment tancada, feta en brocat, damasc o fil d'or. Pot estar brodada i ricament decorada amb joies. Normalment hi ha quatre icones afegides a la mitra: Crist, la Mare de Déu, Joan el Baptista i la Creu. Les mitres orientals són habitualment daurades, però també es poden fer servir altres colors litúrgics. La mitra sovint està coronada per una creu. També porta un bàcul d'estil oriental.

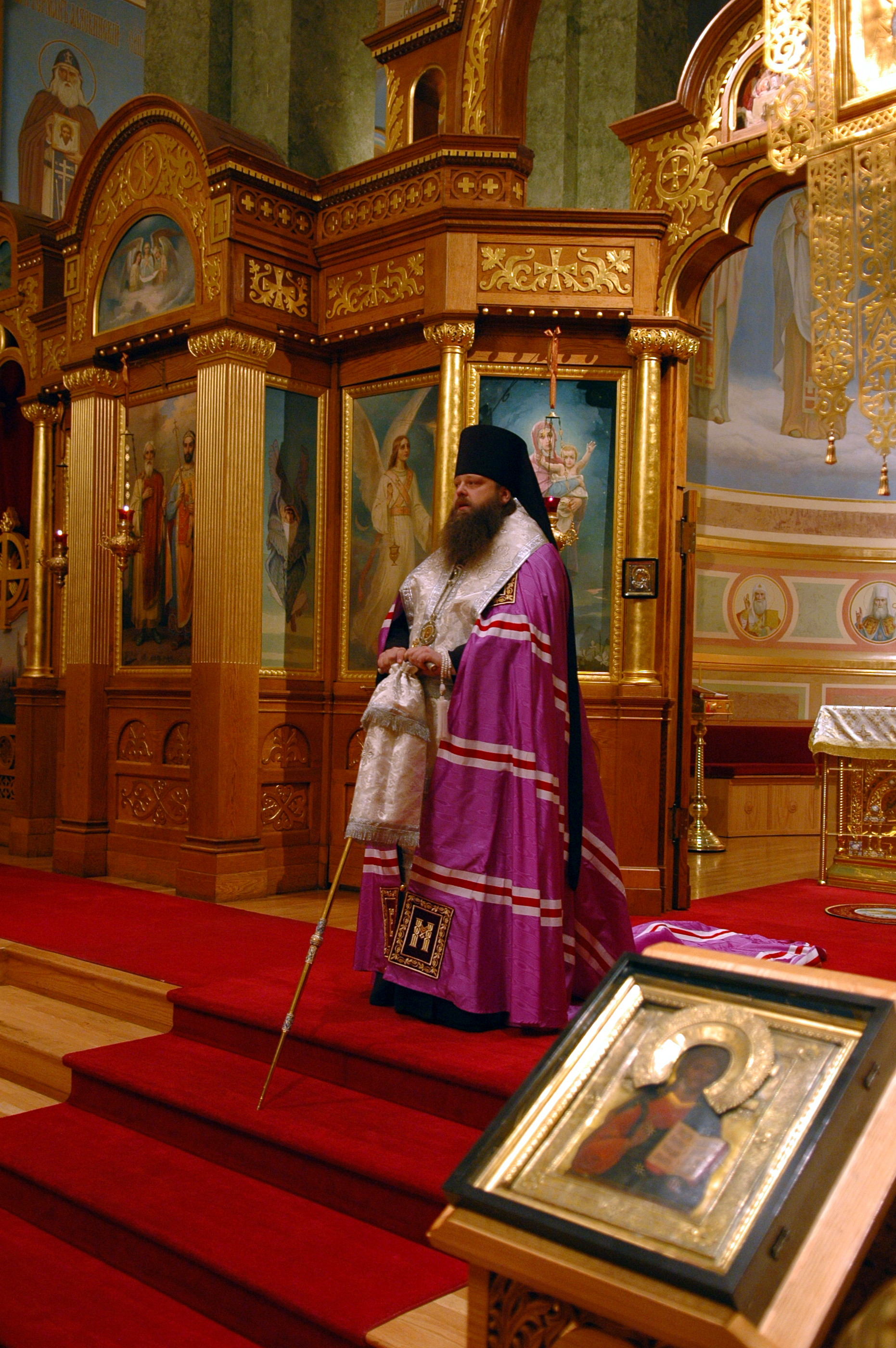
El bisbe Mercurius de Zaraisk amb el mantell episcopal
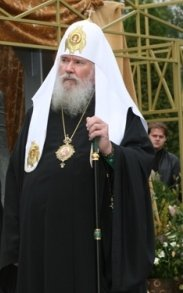
El Patriarca de Moscou Aleix II amb l'engolpion
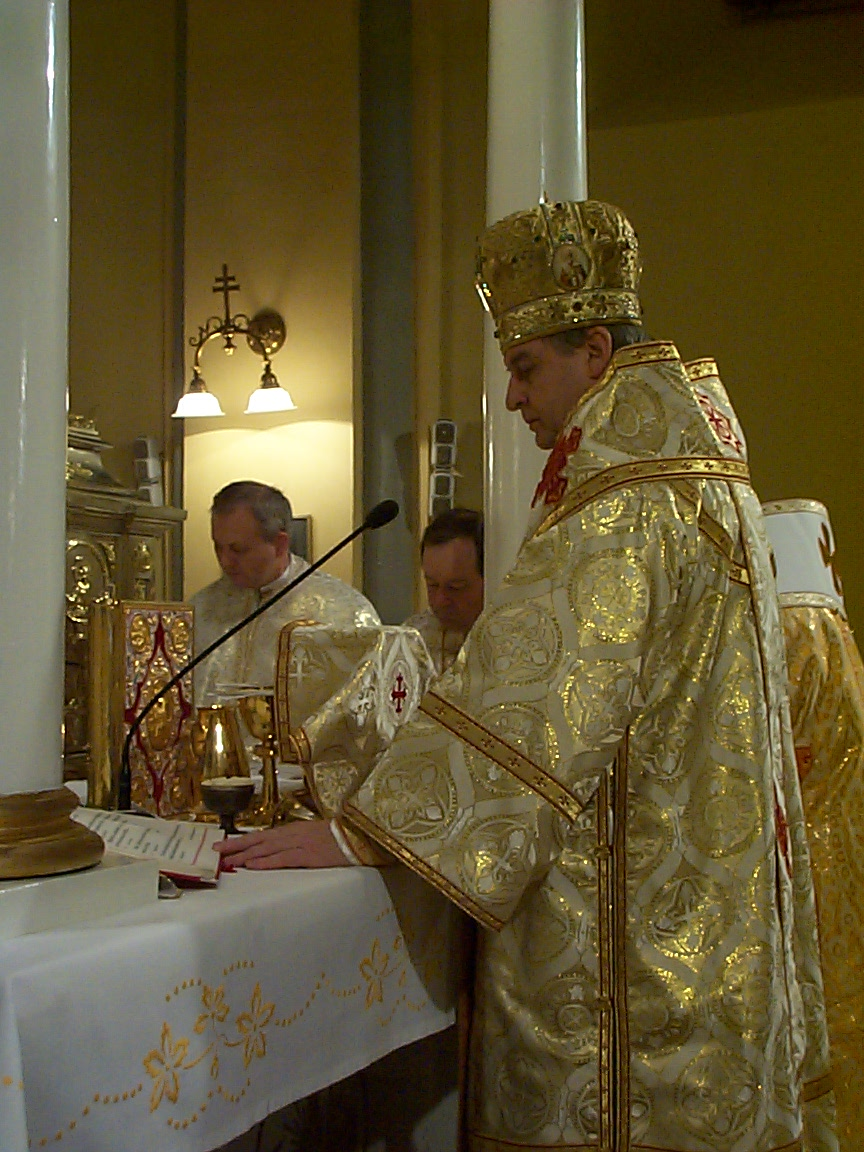
El bisbe Ján Babjak, celebrant la Divina Litúrgica